# 新傑列夫尼亞區
52°51′23″N 37°26′35″E / 52.85639°N 37.44306°E
新傑列夫尼亞區（俄语：Новодеревеньковский район），是俄羅斯的一個區，位於該國西南部，由奧廖爾州負責管轄，面積1,024.9平方公里，2010年人口10,704，人口密度每平方公里10.44人。